# 霍蘭·史密斯營
霍蘭·史密斯營（英語：Camp H. M. Smith），是位於夏威夷州歐胡島艾亞鎮的Halawa高地，由美国海军陆战队使用。此營區也同時為美國印太司令部總部、美國太平洋海軍陸戰隊總部以及其它指揮部的所在地。史密斯軍營前身為愛亞海軍醫院，於1955年6月8日以太平洋艦隊陸戰隊司令霍蘭·史密斯為命名。